# Алфарета (Џорџија)
Алфарета (енгл. Alpharetta) град је у америчкој савезној држави Џорџија. По попису становништва из 2010. у њему је живело 57.551 становника.

## Демографија
Према попису становништва из 2010. у граду је живело 57.551 становника, што је 22.697 (65,1%) становника више него 2000. године.
| Група             | 2000.          | 2010.          |
| Белци             | 28.143 (80,7%) | 37.391 (65,0%) |
| Афроамериканци    | 2.256 (6,5%)   | 6.245 (10,9%)  |
| Азијати           | 1.998 (5,7%)   | 7.690 (13,4%)  |
| Хиспаноамериканци | 1.927 (5,5%)   | 4.892 (8,5%)   |
| Укупно            | 34.854         | 57.551         |